# Scopulodontia loricata
Scopulodontia loricata är en svampart som beskrevs av Hjortstam & P. Roberts 1998. Scopulodontia loricata ingår i släktet Scopulodontia, ordningen Russulales, klassen Agaricomycetes, divisionen basidiesvampar och riket svampar.   Inga underarter finns listade i Catalogue of Life.